# Клосс, Карли
Карли Клосс (англ. Karlie Kloss, род. 3 августа 1992, Чикаго) — американская супермодель.

## Биография
Карли Клосс родилась в Чикаго, но в возрасте двух лет переехала с семьей в Сент-Луис, Миссури. По словам Карли, она всегда любила танцевать, и поэтому после окончания школы поступила в балетную академию Caston’s. В 2007 году во время благотворительного показа в Сент-Луисе она была замечена представителями модельного агентства Elite Model Management и подписала с ним контракт, а позже — ещё один контракт с модельным агентством Next Model Management, после чего посыпалось множество новых предложений. Так началась её карьера модели, хотя занятия балетными танцами она не бросила.

## Карьера
После подписания контракта с Next Model Management Карли начала пользоваться спросом. Уже в 2007 она впервые появилась на обложке Teen Vogue. Затем приняла участие в рекламных кампаниях таких известных марок, как Nina Ricci, Bvlgari, Gap, Pringle of Scotland и American Eagle. Карли участвовала в показах таких мировых брендов, как Calvin Klein, Gucci, Chanel, Marc Jacobs, Zac Posen, Givenchy, Valentino, Versace, Carolina Herrera, Doo.Ri, Rebecca Taylor, Marni, Pringle of Scotland и Emilio Pucci. Также снялась для обложек модных журналов «New York Times T Style», «Teen Vogue», «Numéro», американского, итальянского, немецкого, турецкого, японского, китайского, корейского и британского «Vogue», «W» и др. В 2011 году Карли Клосс вошла в список лучших и востребованных моделей по версии сайта models.com и заняла там почетное третье место наравне с Аней Рубик. В этом же году она впервые приняла участие показе нижнего белья Victoria’s Secret Fashion Show. В декабре 2012 года после съёмок для итальянского Vogue пошли слухи о чрезмерной худобе модели и даже обвинения в пропаганде анорексии, после чего вызвавшая подобные негодования у публики фотография была удалена с сайта издания.
В 2014 году стала лицом рекламной кампании Donna Karan. На церемонии People Magazine Awards была признана лучшей моделью 2014 года. В этом же году стала лицом парфюма от Chanel и участвовала в показах Jean Paul Gaultier, Carolina Herrera и Oscar de la Renta. В марте косметический бренд L’Oreal Paris объявил о сотрудничестве с моделью.  В 2015 году Карли Клосс прекратила сотрудничество с Victoria’s Secret.

## Личная жизнь
В 2012 году Клосс начала встречаться с бизнесменом и инвестором Джошуа Кушнером. В июле 2018 года Клосс объявила об их помолвке, а за месяц до этого приняла иудаизм. 18 октября 2018 года Клосс и Кушнер поженились после шести лет отношений. У супругов два сына: Леви Джозеф Кушнер (род. 11 марта 2021) и Элайджа Джуд Кушнер (род. 11 июля 2023).

## Избранная фильмография
| Год  |   | Русское название | Оригинальное название | Роль              |
| ---- | - | ---------------- | --------------------- | ----------------- |
| 2010 | с | Сплетница        | Gossip Girl           | в роли самой себя |